# Hubert Gruszczyk
Hubert Gruszczyk (ur. 7 sierpnia 1919 w Biertułtowach, zm. 18 sierpnia 1985 w Krakowie) – polski geolog, specjalista geologii złóż surowców mineralnych, a zwłaszcza złóż metali nieżelaznych oraz geologii gospodarczej.

## Życiorys
Urodził się w dzielnicy Biertułtowach obecnie dzielnicy Radlina, w powiecie wodzisławskim na Górnym Śląsku. Pochodził z polskiej rodziny śląskiej. Ojciec, Leon Gruszczyk, był górnikiem. Po ukończeniu Szkoły Podstawowej w Radlinie pobierał naukę w Gimnazjum Państwowym w Rybniku. Po uzyskaniu świadectwa dojrzałości w 1937 odbył jednoroczną służbę wojskową w Cieszynie. W 1938 rozpoczął studia na Wydziale Górniczym Akademii Górniczej w Krakowie.
Zmobilizowany w sierpniu 1939, przeszedł szlak bojowy od Górnego Śląska po Tomaszów Lubelski. Ciężko ranny 19 września 1939 w biodro i prawą rękę, został wzięty do niewoli, a następnie jako inwalida wojenny przekazany do polskiego szpitala w Krakowie. Po dziewięciomiesięcznym leczeniu i rekonwalescencji zgłosił się do rektora Akademii Górniczej, Walerego Goetla i podjął dalszą naukę w konspiracji. 
Studia rozpoczął w 1940 na Oddziale Górniczym Państwowej Technicznej Szkoły Górniczo-Hutniczo-Mierniczej na krakowskich Krzemionkach - konspiracyjnej Akademii Górniczej. Po uzyskaniu dyplomu technika górnika w 1942, włączony został do tworzącej się wówczas nowej, podziemnej organizacji Akademii Górniczej, pod nazwą Zakład Badań Materiałów (Staatliche Technische Trufanstalt) - i zatrudniony w Dziale Badań Materiałów Budowlanych pod kierunkiem dr inż. Andrzeja Bolewskiego. 
W latach 1942–1945 uczestniczył w tajnym nauczaniu. W czasie okupacji związany był też z Instytutem Geologicznym. W połowie 1944, w związku z wyjazdem służbowym na Górny Śląsk, władze policyjne spostrzegły, że urodził się w Altreichu. Z tego powodu był nakłaniany w siedzibie gestapo w Krakowie do podpisania volkslisty. Uchylając się od tej decyzji zmuszony był do ukrywania się do wyzwolenia Krakowa.
Od 1943 brał udział w pracach pracowników Akademii Górniczej dotyczących przyszłej zachodniej granicy Polski. W połowie roku 1944 uczestniczył w opracowaniu memoriału dla rządu w Lublinie, dotyczącego bogactw kopalnianych Dolnego Śląska, który stanowił jeden z dokumentów leżących u podstaw decyzji dotyczących przebiegu powojennych granic podjętych w trakcie konferencji poczdamskiej. W listopadzie 1944 był członkiem "wyprawy" do Warszawy grabionej po Powstaniu. Zdołano wówczas uratować m.in. manuskrypty i bibliotekę nestora polskiej geologii, prof. Karola Bohdanowicza, oraz nieco sprzętu Politechniki Warszawskiej.
Po wkroczeniu wojsk radzieckich do Krakowa w styczniu 1945, podjął pracę przy odbudowie Akademii Górniczej. W kwietniu 1945 uruchomił Stację Doświadczalną Budownictwa i Przemysłu Mineralnego, która przeprowadzała badania materiałów budowlanych. Został kierownikiem Stacji i głównym wykonawcą jej orzeczeń.
Jednocześnie kontynuował studia w Akademii Górniczej. Był najmłodszym asystentem w Katedrze Mineralogii i Petrografii. W czerwcu 1947 uzyskał dyplom inżyniera górniczego. Od tego też roku pracował na różnych stanowiskach w Instytucie Geologicznym. Zajmował się złożami kopalin niemetalicznych Dolnego Śląska - barytem, magnezytem, kopalinami skaleniowo-kwarcowymi ze Strzeblowa i in. W 1950 uzyskał dyplom doktora nauk technicznych. Rozszerzył swoje zainteresowania o problematykę śląsko-krakowskich złóż rud cynku i ołowiu, a także złóż rud miedzi. Wyniki jego prac przyczyniły się do odkrycia nowych złóż cynku i ołowiu we wschodniej części Śląsko-Krakowskiego Zagłębia Kruszcowego. Uhonorowany został za to zespołową Nagrodą Państwową II stopnia.
W roku 1954 uzyskał tytuł docenta, w 1962 został powołany na stanowisko profesora nadzwyczajnego, a w 1973 - profesora zwyczajnego nauk technicznych. Pod jego kierownictwem wykonanych zostało 14 prac doktorskich. Przez wiele lat kierował katedrą lub zakładem na AGH. Był prodziekanem Wydziału Geologiczno-Poszukiwawczego AGH oraz w latach 1964–1969 jej prorektorem. Przez wiele lat był członkiem Polskiego Towarzystwa Geologicznego.
Zmarł w Krakowie, pochowany na cmentarzu Rakowickim (kwatera XXVIIIB-4-8).

## Ordery i odznaczenia
- Krzyż Oficerski Orderu Odrodzenia Polski
- Krzyż Kawalerski Orderu Odrodzenia Polski
- Srebrny Krzyż Zasługi (15 listopada 1946)[5]
- Medal 10-lecia Polski Ludowej (15 stycznia 1955)[6]